# Gebroek (Echt)
Gebroek (Limburgs: Gebrook) is een buurtschap in de Nederlandse gemeente Echt-Susteren, gelegen aan de Geleenbeek en vlak naast de autosnelweg A2. Gebroek heeft circa 200 inwoners.
De herkomst van het woord is afgeleid van het aangrenzende Broekgebied langs de Geleenbeek, die vooral als beemd in gebruik was.
De Gebroekweg is genoemd naar de inmiddels verdwenen Holtumse buurtschap Gebroek, die aan de overzijde van de A2 lag. In 2006 is de laatste woning van dat Holtumse Gebroek afgebroken en heeft plaatsgemaakt voor het nieuwe bedrijventerrein Holtum-Noord.
De Sint-Annakapel werd gebouwd in 1896.

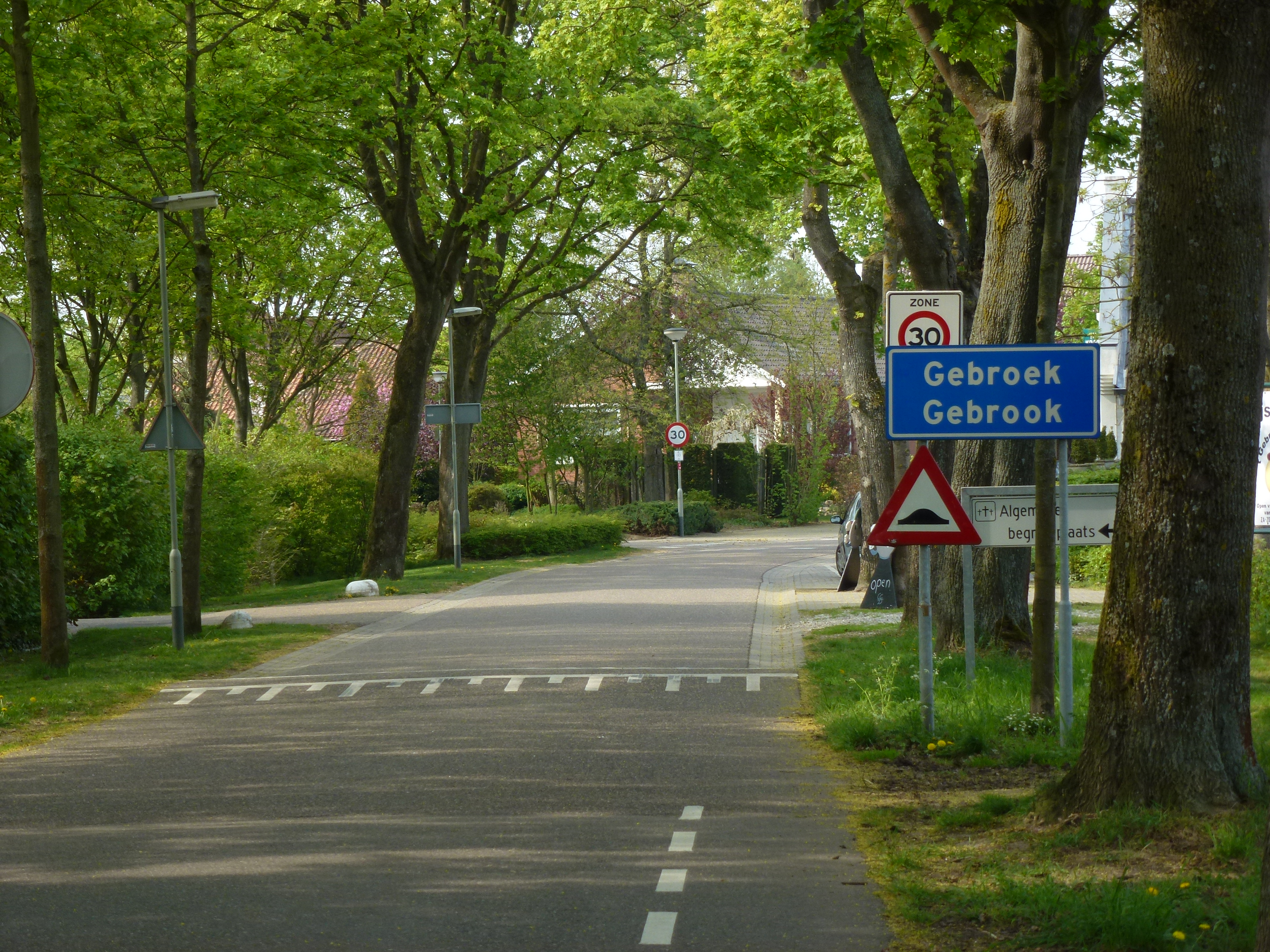
Entreebord
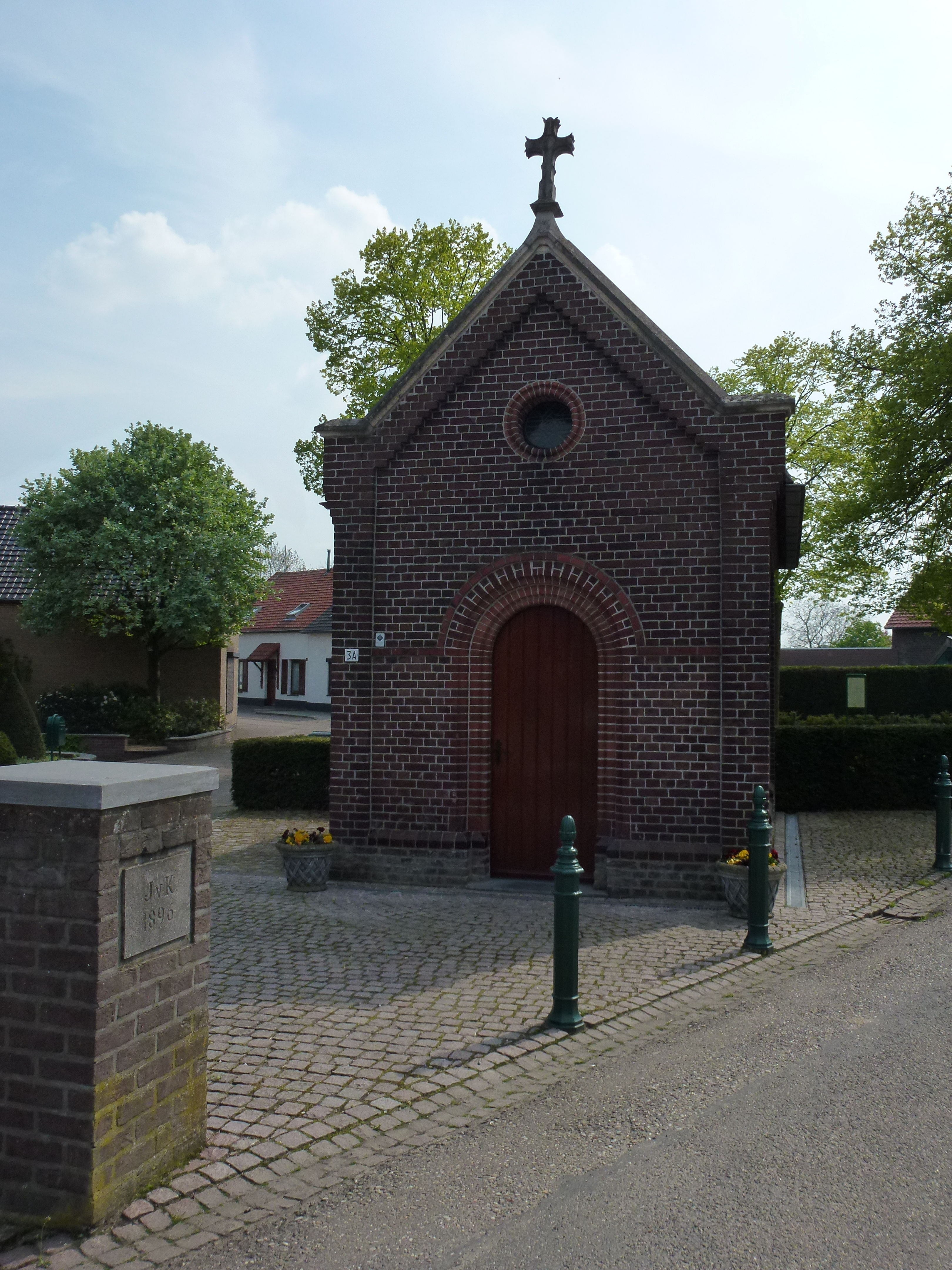
Sint-Annakapel